# توماس فرنسيس كينيدي
توماس فرنسيس كينيدي (بالإنجليزية: Thomas Francis Kennedy)‏ هو قسيس أمريكي، ولد في 23 مارس 1858 في Conshohocken, Pennsylvania ‏ في الولايات المتحدة، وتوفي في 28 أغسطس 1917 في روما في إيطاليا.